# Chalcolampra fulvomontis
Chalcolampra fulvomontis es un coleóptero de la familia Chrysomelidae. Fue descrita en 1993 por Reid.